# Тико и её друзья
«Тико и её друзья» (яп. 七つの海のティコ Нанацу но уми но тико, букв. «Тико семи морей») — аниме-сериал, являющийся частью серии «Театр мировых шедевров» студии Nippon Animation. Аниме транслировалось на телеканале Fuji TV в 1994 году, и состоит из 39 серий. Повествует о девочке одиннадцати лет и её лучшей подруге — косатке Тико.
Единственное аниме из серии «Театр мировых шедевров» которое снято по оригинальному сюжету Nippon Animation.

## Сюжет
Нанами Симпсон — девочка 11 лет. Её мать умерла, когда она была совсем маленькой, и она живёт со своим отцом, Скоттом Симпсоном, на борту морского научно-исследовательского судна «Пеперончино». Её отец, морской биолог, ищет существо, известное как Светящийся Кит. Когда он находит кости одного из них, он, опечаленный, решает изменить свою миссию и сделать целью своей жизни сохранение этих существ. Нанами дружит с косаткой, которую она называет Тико, и плавает с ней каждый день. В конце концов, она учится дышать под водой, чем поражает своего отца. Однажды Нанами чуть не утонула, но один из светящихся китов спас её от верной смерти, и её отец, наконец смог увидеть его.